# 博阿迪利亚-德尔蒙特
博阿迪利亚德尔蒙特（西班牙語：Boadilla del Monte；西班牙語發音：[boaˈðiʎa ðel ˈmonte]），是西班牙马德里自治区的一个市镇，距离马德里市14.5公里。总面积47.24平方公里，总人口51,463人（2017年），人口密度1100人/平方公里。

## 人口
| 博阿迪利亚-德尔蒙特 |
|                     |
| 来源：INE           |

## 友好城市
- 法國 圣克卢

## 图集

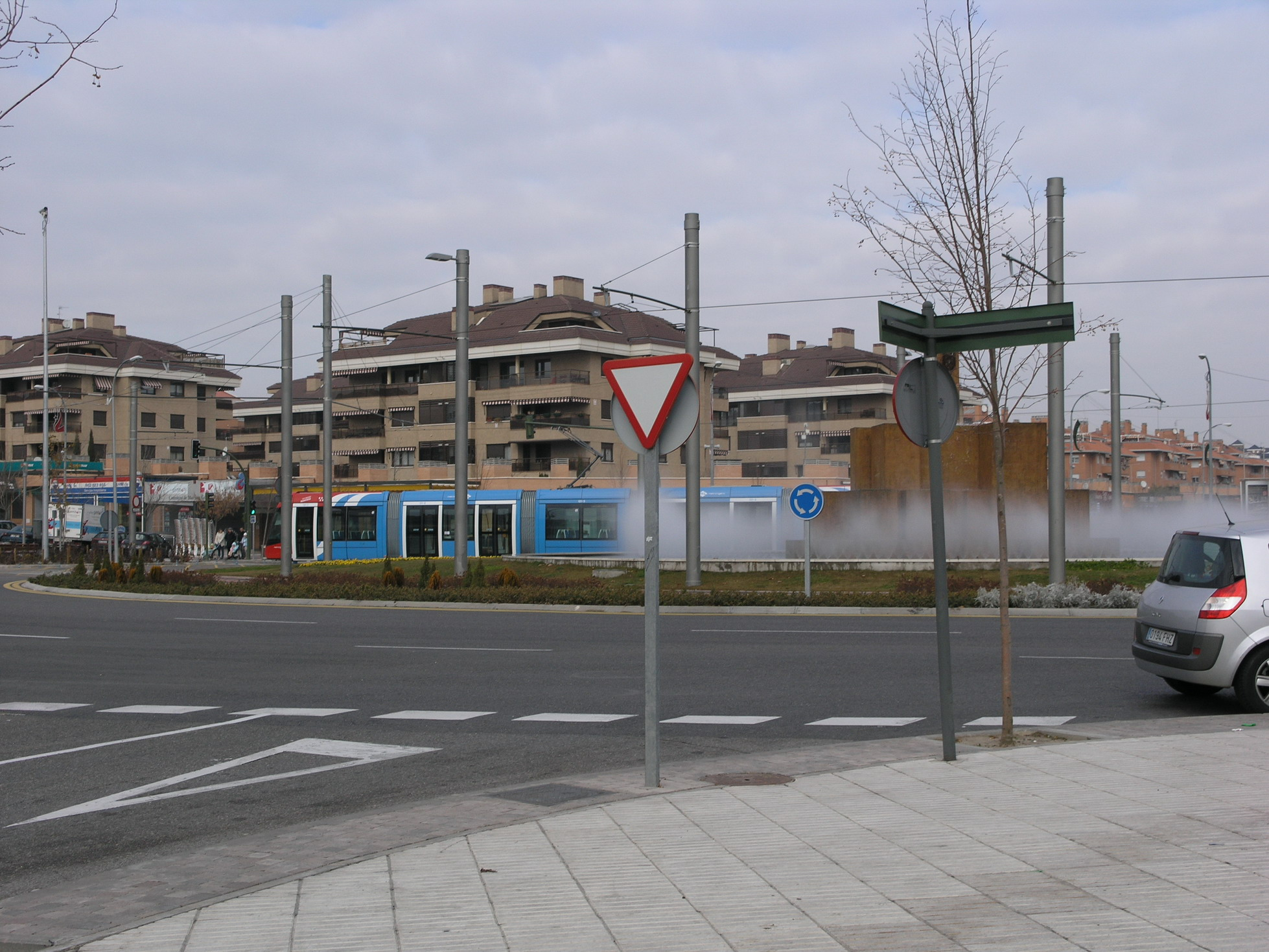
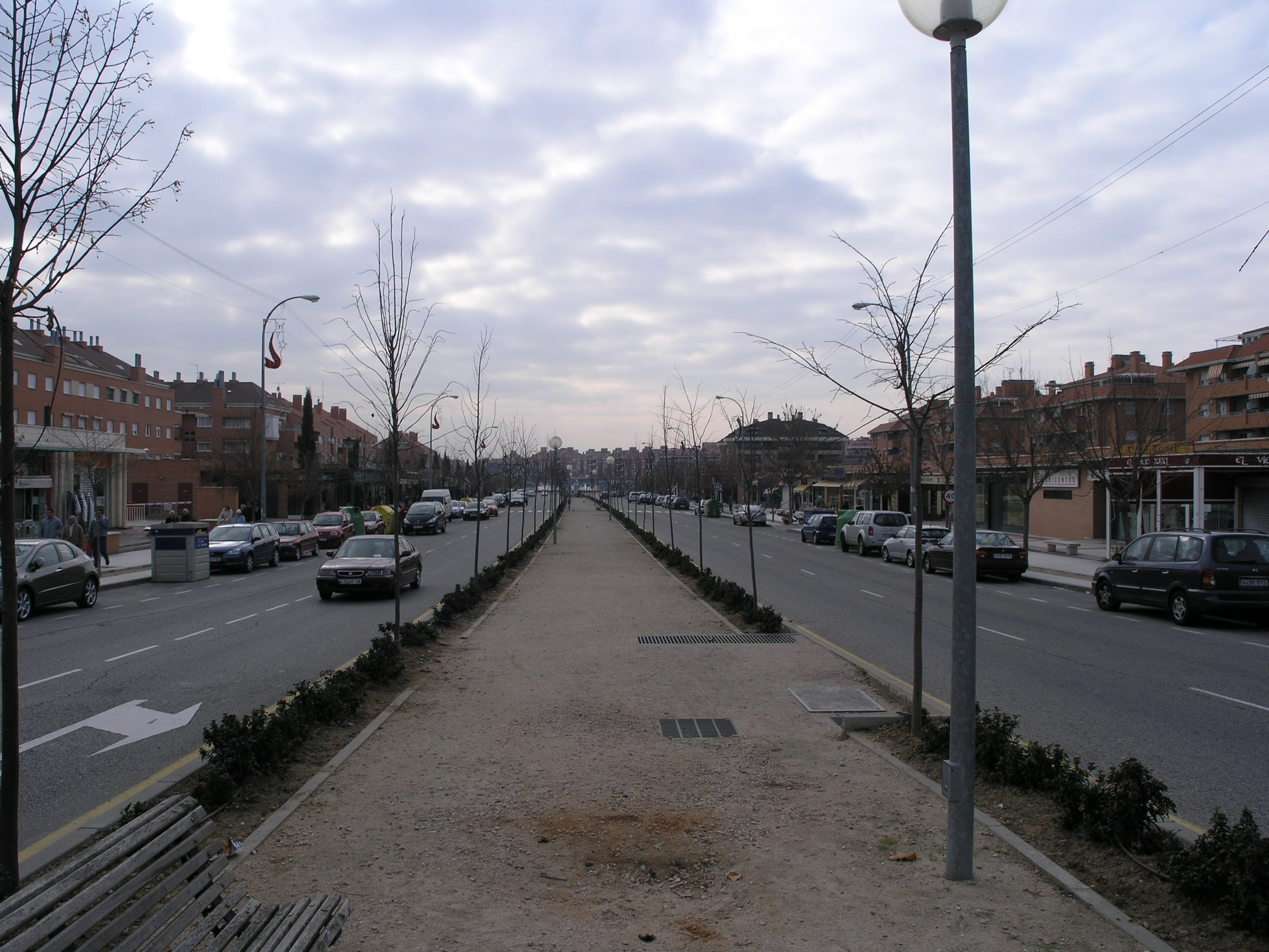
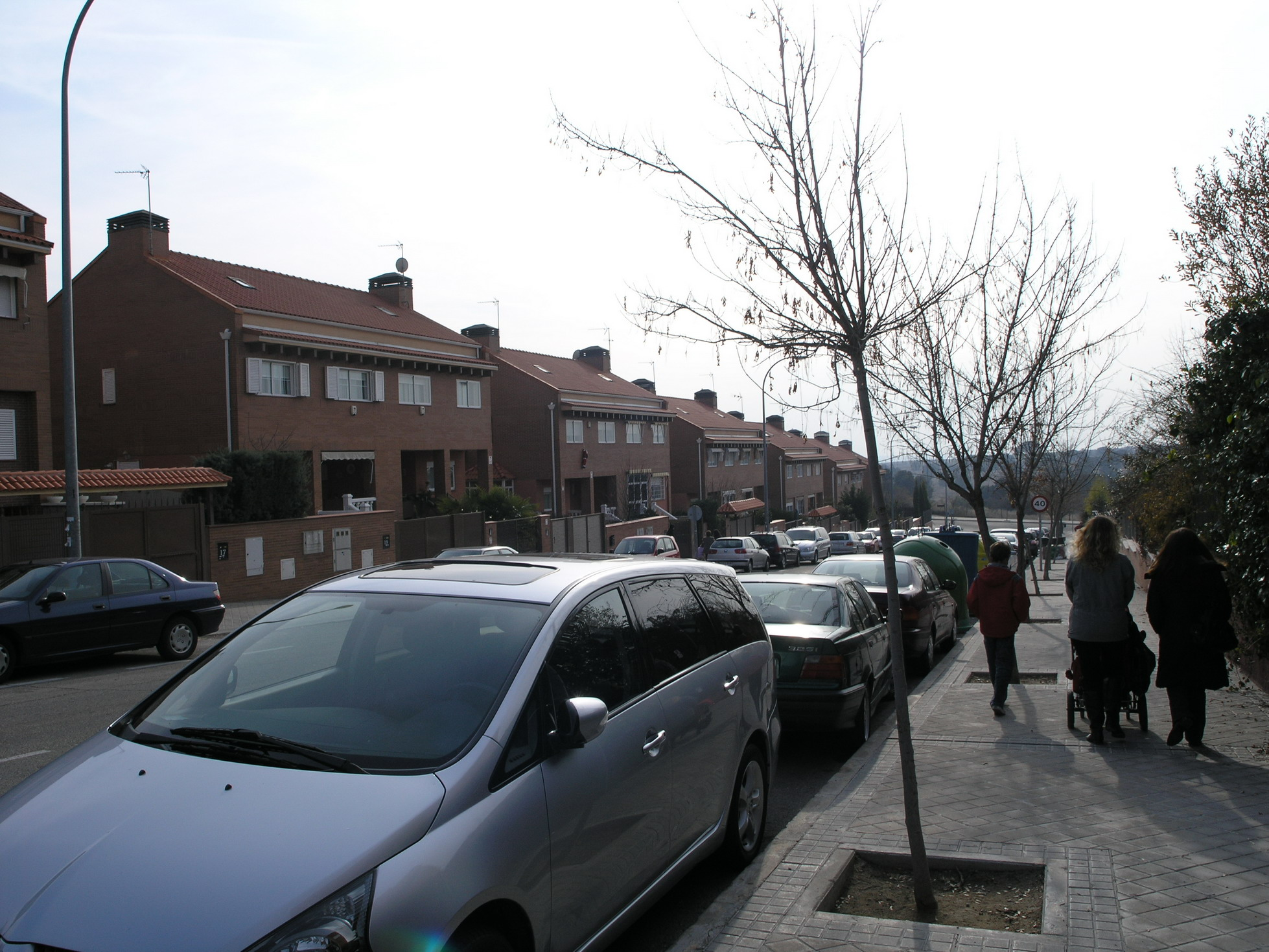
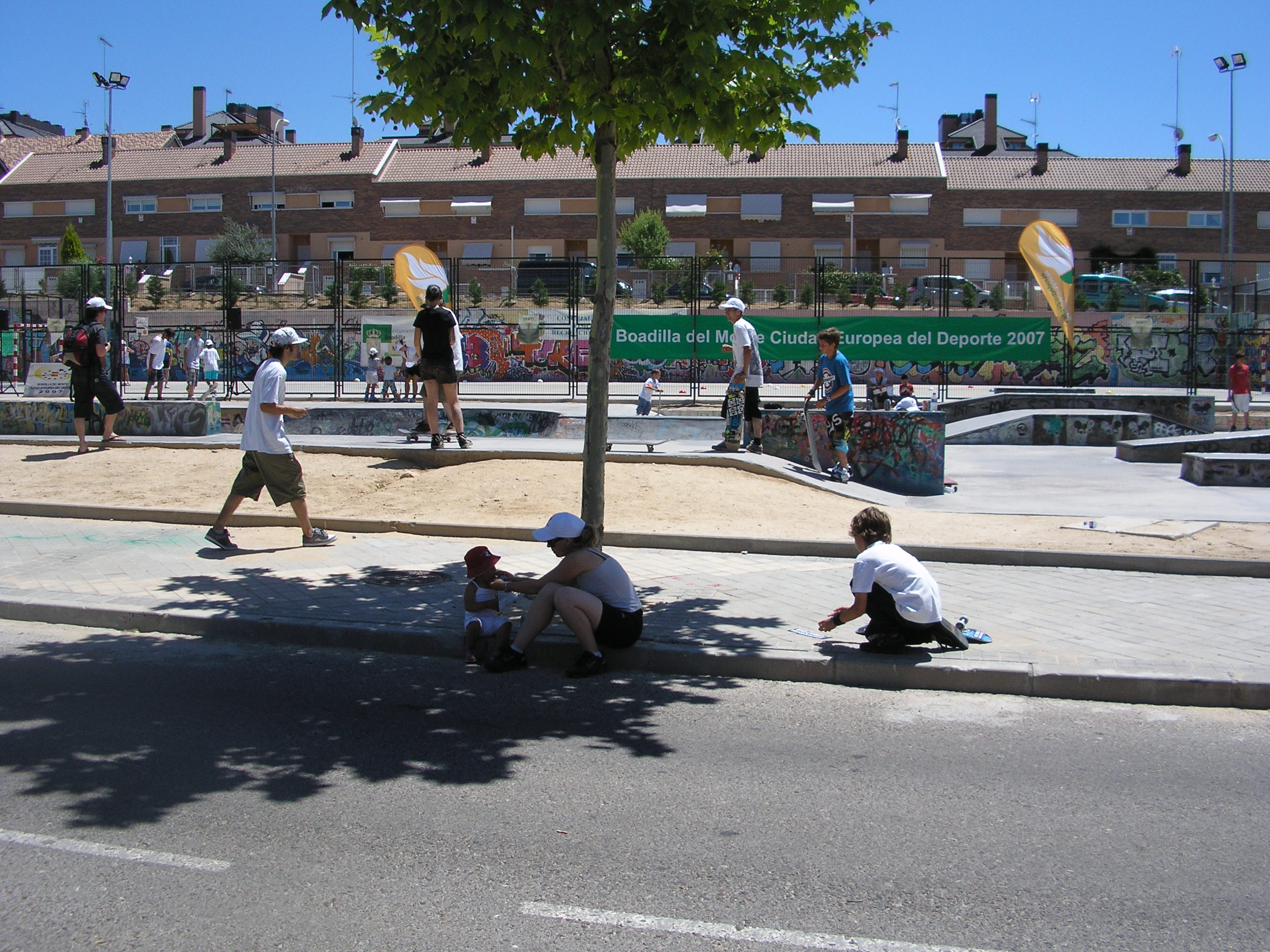
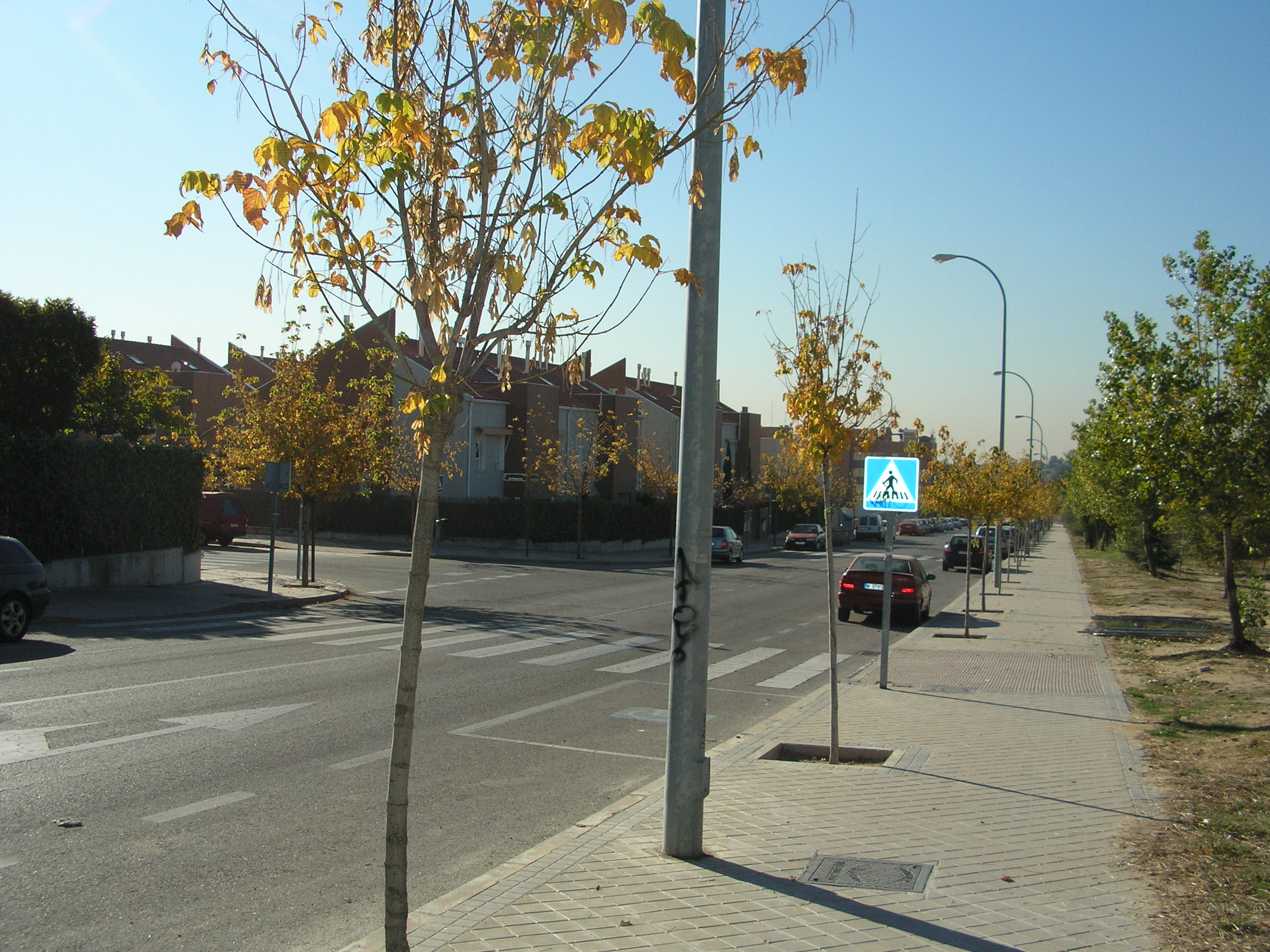
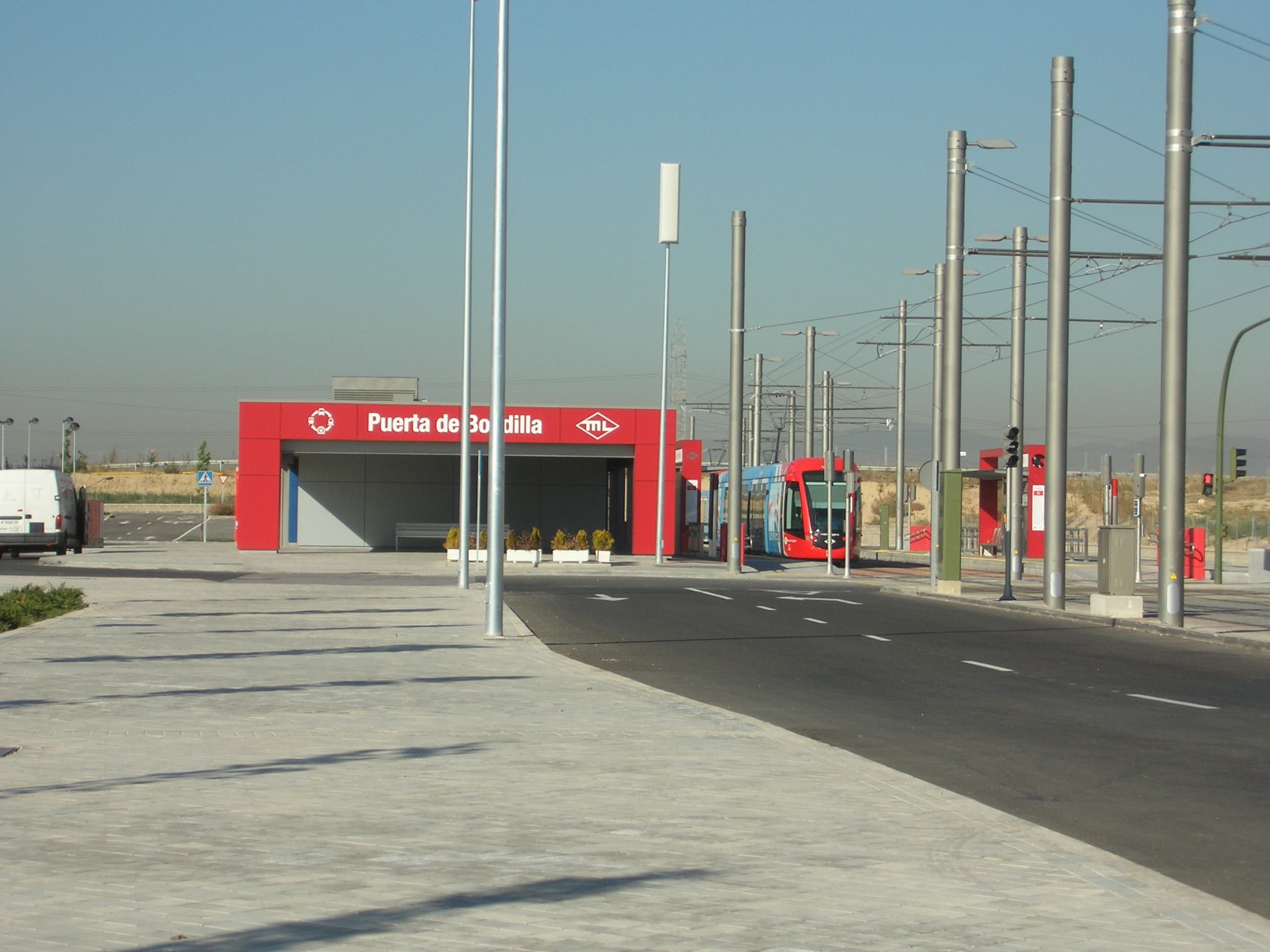
电车站